# 生野コリアタウン

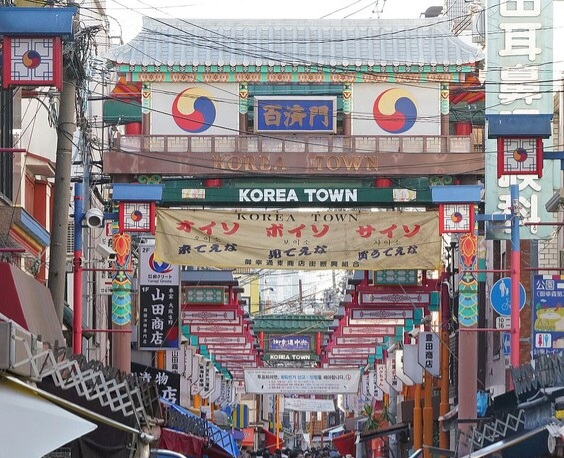
百済門

生野コリアタウン（いくのコリアタウン）は、大阪市生野区桃谷および鶴橋にある総称「御幸通商店街」3つの商店街（『御幸通商店街』、『御幸通中央商店会』、『御幸通東商店会』）とその周辺の通称。「大阪生野コリアタウン」とも呼ばれ、2021年には上記3つの商店街で構成された「一般社団法人大阪コリアタウン」の名称ともなっている。

## 概要

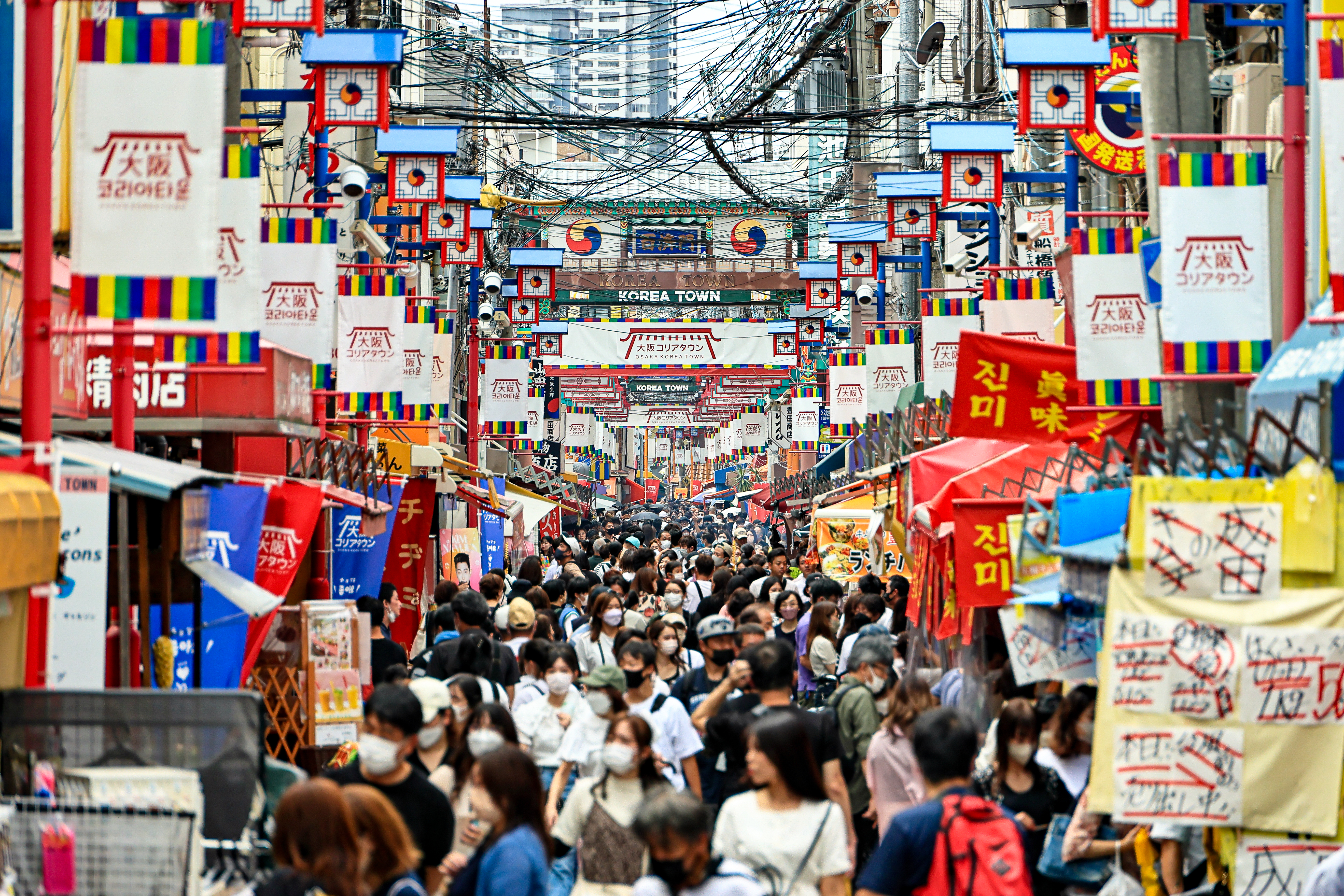
韓流ブームで賑わう大阪コリアタウン商店街

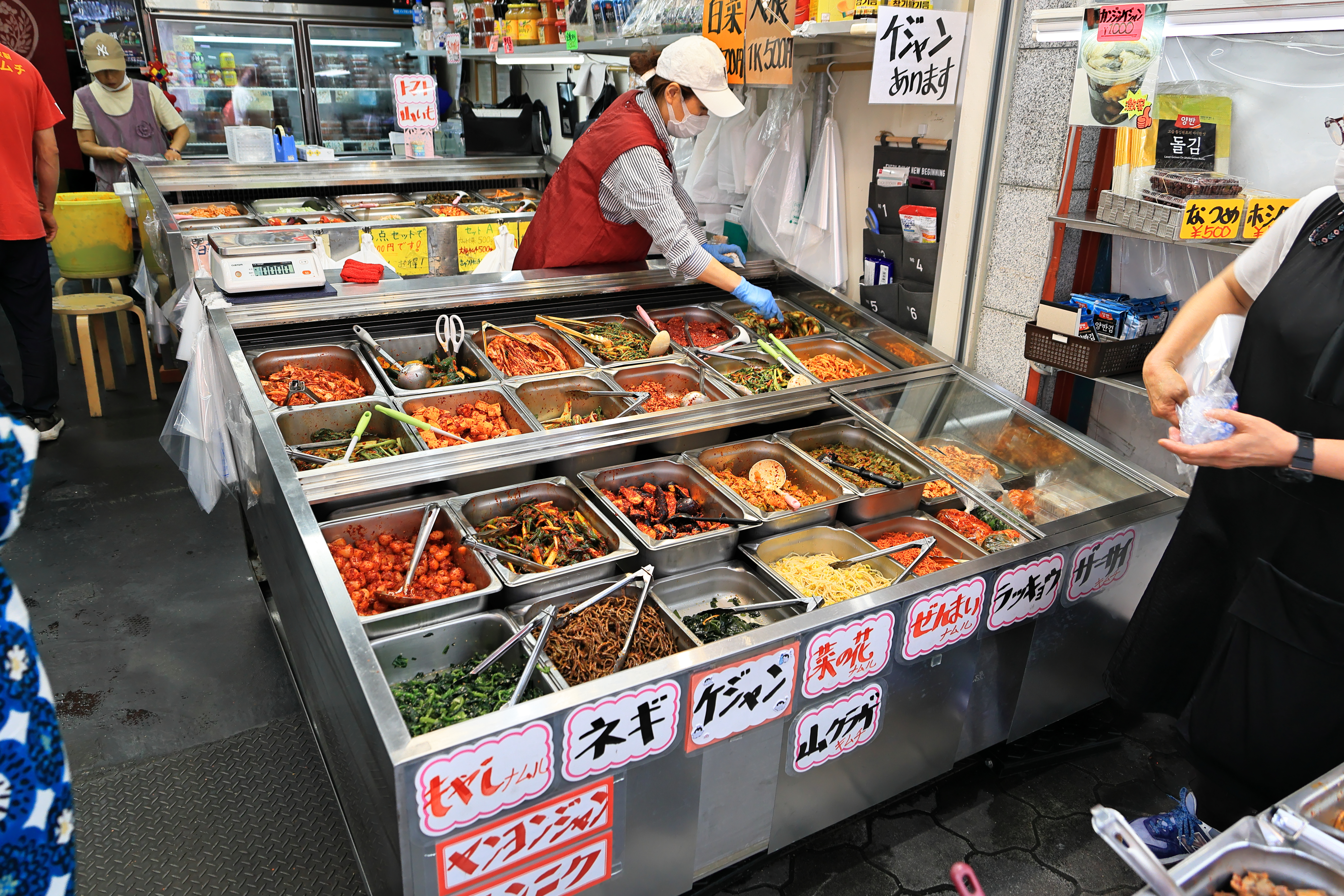
商店街の在日韓国人経営のキムチ専門店

百済が朝鮮半島にゆかりのある土地柄から、御幸通商店街には百済門が建てられている。
1993年から『コリアタウン』との呼称を使うようになった。それまでは「朝鮮市場」と呼ばれ（近隣住民の中には今もなお「朝鮮市場」の愛称を使う者も少なくない）、在日韓国・朝鮮人にとって食材・日用品などが豊富に揃う生活に密着した市場であった。その呼称利用の際に東・中央の両商店街にはそれぞれ「百済門」「御幸通中央門」が完成。カラー舗装、街灯なども設置。多くの在日韓国・朝鮮人が生活する街として、その特色を際立たせた。
その後、2002年日韓共催のワールドカップサッカーの開催や「韓流ブーム」の影響を受け、鶴橋駅西側（天王寺区）一体から続く大規模なコリアタウンとして有名になる。
現在は在日韓国・朝鮮人はじめ地元の人々の生活スペースでありながら、観光客が多く訪れるようになり、さらに知名度をあげるため2009年から「生野コリアタウン共生まつり」が開催されている。

## 歴史

### 前史
上町台地の東側の緩傾斜面一帯、現在の天王寺区東部および生野区西部は古代から百済野（くだらの）と呼ばれ、660年多数の百済国人が移り住んだ地のひとつとされる。
奈良時代から平安時代にかけては、摂津国東成郡・住吉郡のそれぞれ一部を割いて百済郡が設置されており、現在の生野コリアタウンの辺りも百済郡比定地のうちに含まれる。
百済野の北端には、まだ河内湖が残っていた時代に猪甘津（いかいつ）という港湾があり、西風に起因する高波を上町台地が防いでくれる良港として重宝されていた。
『日本書紀』仁徳天皇14年冬11月条に「猪甘津に橋をわたして、小橋（おばせ）と名付けた」旨の記載があり、朝鮮半島との交流が盛んだった古墳時代、かつ、上町台地上に仁徳天皇の皇居（難波高津宮）が置かれていた時代の猪甘津には、百済滅亡以前からの渡来人の存在も示唆されている。なお、猪甘津野から転じた地名が猪飼野である。

### 日韓併合以降の戦前の形成
1910年の日韓併合を経て、1922年に済州島と大阪をつなぐ直行便「君が代丸」が就航した。これを機に多くの朝鮮民族（大半は済州島出身者）が労働のために日本へ渡航するようになり、大正期から耕地整理や平野川改修工事といった土地区画整理事業が始まっていた猪飼野周辺が受け皿となった。
大大阪時代における近郊農村の急速な都市化・工業化により、猪飼野周辺は昭和に入る頃には中小企業の密集地帯となっていた。
なお、猪飼野が属した東成郡鶴橋町は1925年に大阪市へ編入されている。職住が揃った猪飼野には自然と朝鮮市場が誕生し、それを核に商店街としてスタートしたのもこの頃である。

### 戦後
1945年の日本の敗戦後、朝鮮半島は独立で日本ではなくなったため、戦前渡航者の約3分の2は済州島に帰った。しかし、1948年に起きた済州島四・三事件以降に再び多くの済州島出身者が日本へ渡航してきた。
事件の凄惨さと独立後の朝鮮半島への失望から日本での生活を懐古したり、日本に残った親族や知人を羨んで、命がけで日本海を渡り密入国を図る者が絶えなかった。
特に関西、生野区は朝鮮半島残留者がいた為にそれを上回る数が目指した。

#### 日韓国交正常化以降
このような経緯から、戦前渡航者（朝鮮半島独立後以降の残留者）、済州島四・三事件による密入国者である再航者と事件後入国者、1965年以降の日韓国交正常化以降の移住者に4分されるが、いずれも当地の朝鮮市場を中心に生活し、日本最大の在日韓国・朝鮮人の集住地になった。
日本国民から「外国人が集まる危険な街」だと忌避された時代もあったが、21世紀に入ると日韓サッカーワールドカップの開催や韓流ブームなどで日本国民も訪れる観光スポットに変貌した。
2021年、観光客の増加から望まれていた公衆トイレが御幸通商店街に作られた。

## 交通アクセス

### 鉄道
- 近鉄鶴橋駅、千日前線鶴橋駅、JR鶴橋駅、大阪環状線桃谷駅より徒歩15分[5][6]。

### バス（BRT）
- いまざとライナー、中川西公園前（大阪コリアンタウン）停留所より徒歩5分[7][8]。

- 大阪シティバス、18号系統御幸通停留所より徒歩1分[9]。

## その他
- 2022年8月、コリアンタウン内の御幸通商店街を観光中だった1歳女児が乗用車に轢き逃げされ死亡する事故が発生した[10]。商店街内の道路（西向き一方通行）は10時～12時と16時〜18時の車両通行が禁止されているものの、規制を守らない車両が多く[11]、以前から事故の危険性が指摘されており、近隣住民や商店街を管轄する組合が交通規制を強化するよう求めいてた最中の事故であった[12]。

- 2022年9月、40年ぶりに車両通行禁止の時間帯が変更されることになり[13]、時間帯は10時から18時まで拡大されることとなった[14]。